# 顾雪飞
顾雪飞（1964年3月17日—），浙江海盐人，汉族，中国共产党党员。中华人民共和国政治人物、第十三届全国人民代表大会河南省代表。曾任河南省人民检察院检察长，河南省人民政府副省长、省公安厅厅长。现任山东省人民检察院检察长。

## 生平
1984年毕业于西南政法学院法律专业；之后进入浙江司法警察学校法律教研室任教师；1989年取得西南政法学院刑法专业硕士。
2000年12月，任浙江省人民检察院检委会委员、公诉处处长；2002年3月，任浙江省舟山市人民检察院检察长；2008年8月，任浙江省人民检察院副检察长；2013年5月，任浙江省人民检察院党组副书记、副检察长、巡视员；
2015年2月，任浙江省杭州市人民检察院检察长；
2018年1月，任河南省人民检察院检察长、党组书记。
2021年4月，转任河南省人民政府副省长、省公安厅厅长。
2018年，被选为河南省出席第十三届全国人民代表大会代表。
2022年12月，任山东省人民检察院检察长。
2023年1月，免去河南省副省长、省公安厅长职务。